# ヴェネツィア・ジュリア

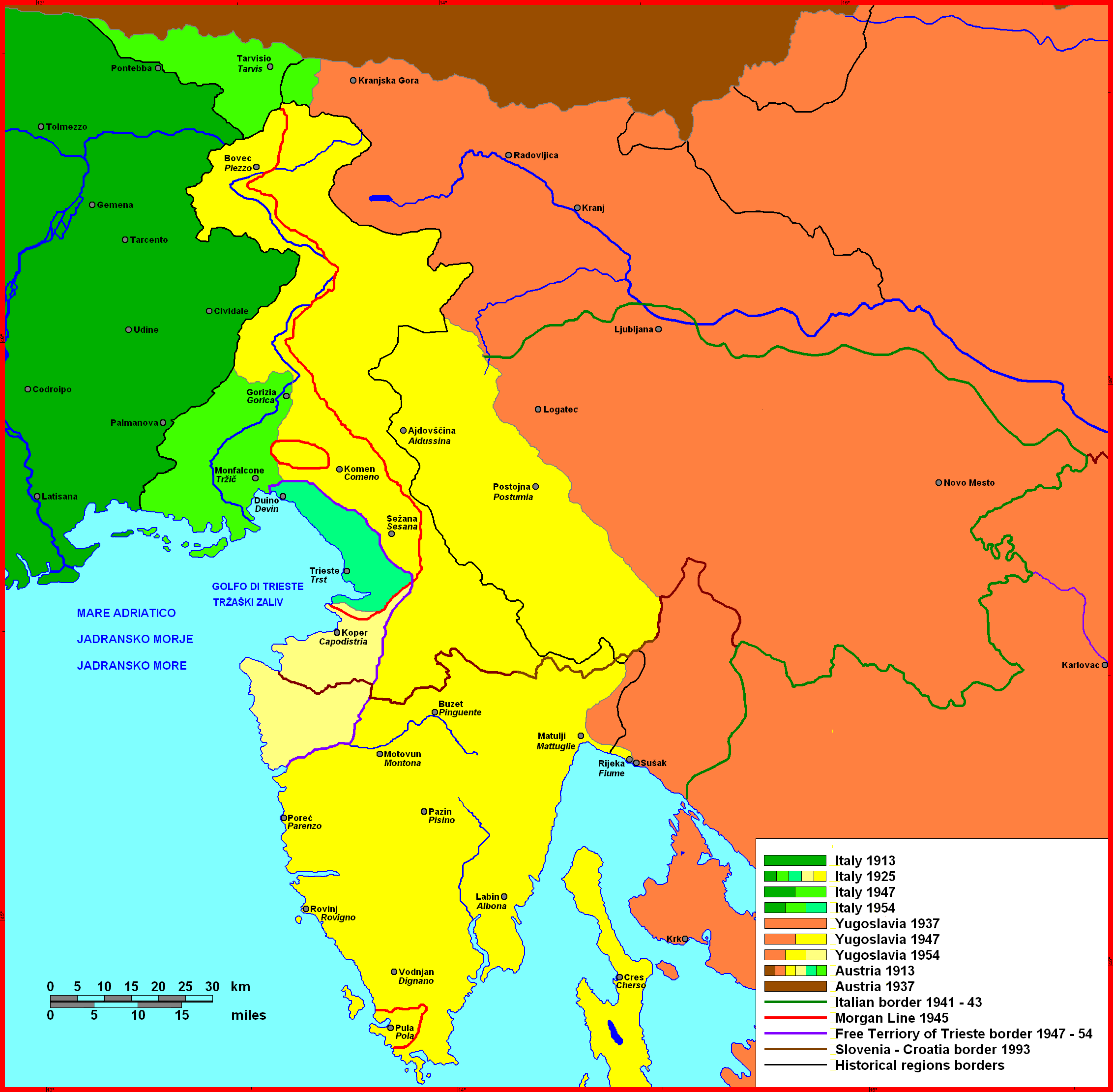
ヴェネツィア・ジュリア付近の国境の変遷（1913年 - 1954年）。

ヴェネツィア・ジュリア（イタリア語: Venezia Giulia、ヴェネト語:Venèsia Jułia、フリウリ語:Vignesie Julie、スロベニア語・クロアチア語:Julijska krajina、ドイツ語:Julisch Venetien）は、 現在のイタリア・スロベニア・クロアチアにまたがる歴史的な地域を指す、イタリア側からの呼称。アドリア海に面し、イストリア半島、クラス地方（カルスト地方）、イゾンツォ川流域を含む地域で、主要都市としてトリエステがある。第一次世界大戦後から第二次世界大戦終結までの時期は全域がイタリア王国の領土であった。
もともとこの地域にはイタリア人・スロベニア人・クロアチア人などが暮らしており、第一次世界大戦まではオーストリア＝ハンガリー帝国の領土であった。第二次世界大戦後はイタリアとユーゴスラビア（スロベニア・クロアチア）によって分割された。現在、イタリア領に残っている地域はフリウリ＝ヴェネツィア・ジュリア州の一部となっている。

## 名称

トレ・ヴェネツィエ。緑色の地域がヴェネツィア・ジュリア。上図では含まれていないが、フリウリをヴェネツィア・ジュリアに入れる場合もある。

「ヴェネツィア・ジュリア」の名は、イタリアの言語学者グラツィアーディオ・アスコリ (it:Graziadio Isaia Ascoli) が1863年に用いたのがはじまりである。もともとは、ローマ帝国におけるウェネティア・エト・ヒストリア行政区 (it:Regio X Venetia et Histria) を地理的・文化的なまとまりから以下の3つに分けたうちのひとつであった。
- ヴェネツィア・エウガネア（Venezia Euganea）：おおむね現在のヴェネト州と、フリウーリ地方の大半（ウーディネ県・ポルデノーネ県）
- ヴェネツィア・トリデンティナ（Venezia Tridentina）：おおむね現在のトレンティーノ＝アルト・アディジェ州
- ヴェネツィア・ジュリア（Venezia Giulia）：おおむね現在のゴリツィア県・トリエステ県、プリモルスカ地方、イストラ郡

「ジュリア」は、この地域の北部を走り、古代ローマ時代にはイタリア本国の東北の境界を構成したジュリアン・アルプス山脈にちなむものである。なお、ジュリアン・アルプス山脈の名はユリウス・カエサルに由来している。「ヴェネツィア・ジュリア」を含む「三つのヴェネツィア（トレ・ヴェネツィエ）」 (it:Tre Venezie) は、19世紀後半以降のイタリア統一運動（イレデンティズム）運動の中で、この地域のイタリアへの帰属を主張する名称として政治的な色彩を帯びることになった。
オーストリアの統治下では、「沿海地方」を意味するキュステンラント（ドイツ語: Küstenland）と呼ばれていた。また、「沿海地方」を意味する他言語での呼称、リトラル（ロマンス諸語：Littoral, Litoral）、プリモリェ（スラヴ語派：Primorje）も用いられた。
英語においては、オーストリア領時代は「オーストリアン・リトラル」 (Austrian Littoral) と称するが、とくに第二次世界大戦後のこの地域を指す名称としては、周辺諸国から政治的に中立的な呼称として「ジュリアン・マーチ」 (Julian March) が使われる。マーチ（March）は「辺境地方」「国境地帯」の意味である。そのスロベニア語・クロアチア語形が「ユリイスカ・クライナ」（Julijska Krajina）、ラテン語形が「カルシア・ジュリア」（Carsia Giulia）である。

## 歴史

### オーストリア領キュステンラント

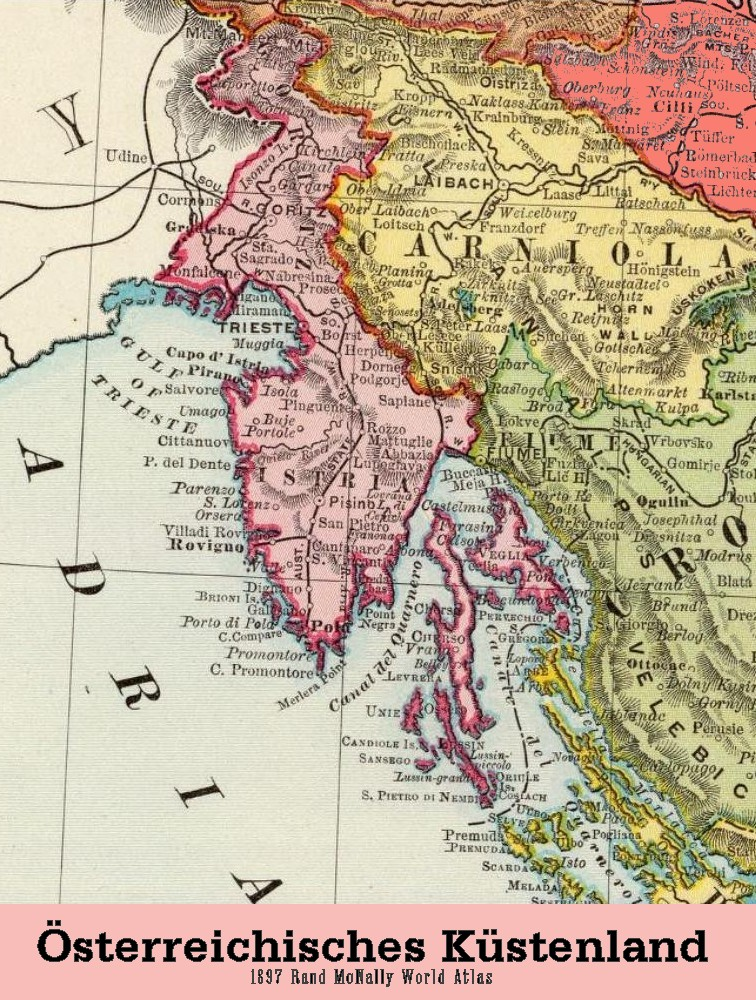
オーストリア＝ハンガリー帝国領時代のキュステンラント（1897年）

中世、アドリア海沿岸のイストリア半島の大部分はヴェネツィア共和国の版図に属したが、自治都市トリエステはヴェネツィアへの対抗上ハプスブルク家の保護下に入った。1797年のカンポ・フォルミオ条約によってヴェネツィア共和国が解体されると、この地域はオーストリア（ハプスブルク家）の領有となる。その後、フランス帝国下のイリュリア州に編成された時期を経て、1813年にオーストリアが占領、1815年のウィーン議定書でオーストリア帝国の領土として認められた。
以後、第一次世界大戦終了に至るまで、重要な港湾都市トリエステを擁するこの地域は「キュステンラント」 (Austrian Littoral) と呼ばれ、オーストリア帝国（1867年以降はオーストリア＝ハンガリー帝国）の領土（オーストリア帝冠領）であった。キュステンラントは、帝国自由都市トリエステ、ゴリツィア・グラディスカ伯国 (Gorizia and Gradisca) 、イストリア辺境伯領の3地域から構成され、トリエステの総督がこれらの地域を統治した。1910年の時点で、キュステンラントの面積は 7969 km²、人口は 89万4287人であった。
イタリア人は概して都市部・沿海部に居住し、スロベニア人とクロアチア人は内陸部に多く住んでいた。1910年に行われた国勢調査による母語別の人口調査によると、キュステンラント全域においてイタリア語話者（約6～7.5万人のフリウリ語話者を含む）が35万6676人で人口の40％を占め、ついでスロベニア語話者27万6398人（31％）、クロアチア語話者17万2784人（19％）、ドイツ語話者2万9077人（3％）が続く。
|                |                                 | ゴリツィア・ グラディスカ | イストリア         | トリエステ         | 合計             |
| -------------- | ------------------------------- | ------------------------- | ------------------ | ------------------ | ---------------- |
| 面積（km²）    | 面積（km²）                     | 2,918                     | 4,956              | 95                 | 7,969            |
| 人口（人）     | 人口（人）                      | 260,721                   | 403,566            | 230,000            | 894,287          |
| 母 語 別 内 訳 | イタリア語話者 （含フリウリ語） | 90,119 （36％）           | 147,417 （38.1％） | 118,957 （51,9％） | 356,676 （40％） |
| 母 語 別 内 訳 | スロベニア語話者                | 154,564 （58％）          | 55,134 （14.3％）  | 56,845 （24.8％）  | 276,398 （31％） |
| 母 語 別 内 訳 | クロアチア語話者                | -                         | 168,184 （43.5％） | 2,403 （1.1％）    | 172,784 （19％） |
| 母 語 別 内 訳 | ドイツ語話者                    | 4,486 （2％）             | 12,735 （3.3％）   | 11,856 （5.8％）   | 29,077 （3％）   |

- 1910年の国勢調査による。ただし、イストリアの調査は1911年に行われた。
- トリエステに住む帝国市民ではない38,597人（16.8％）は総人口に含むが、母語別調査には含まれない。

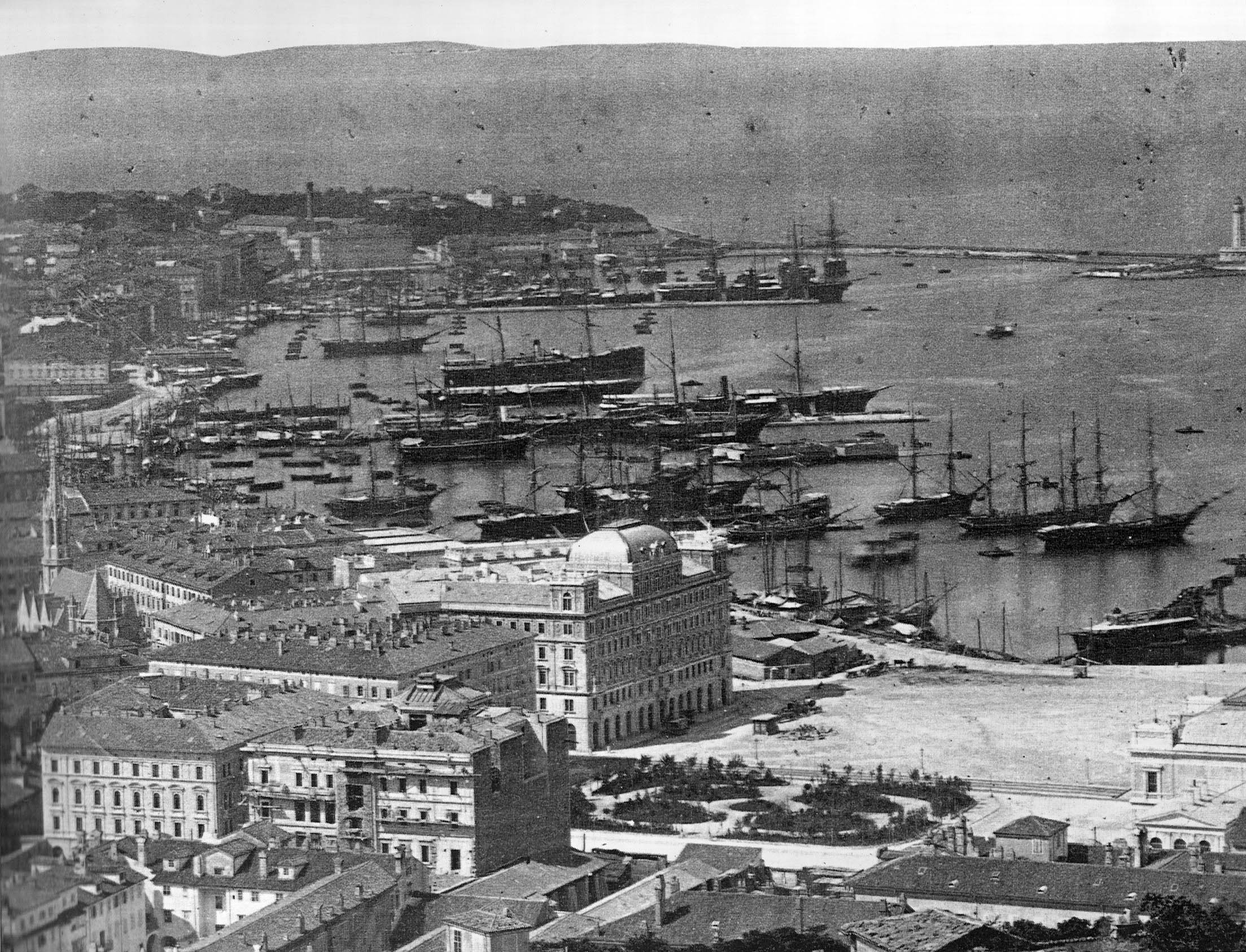
1885年のトリエステ
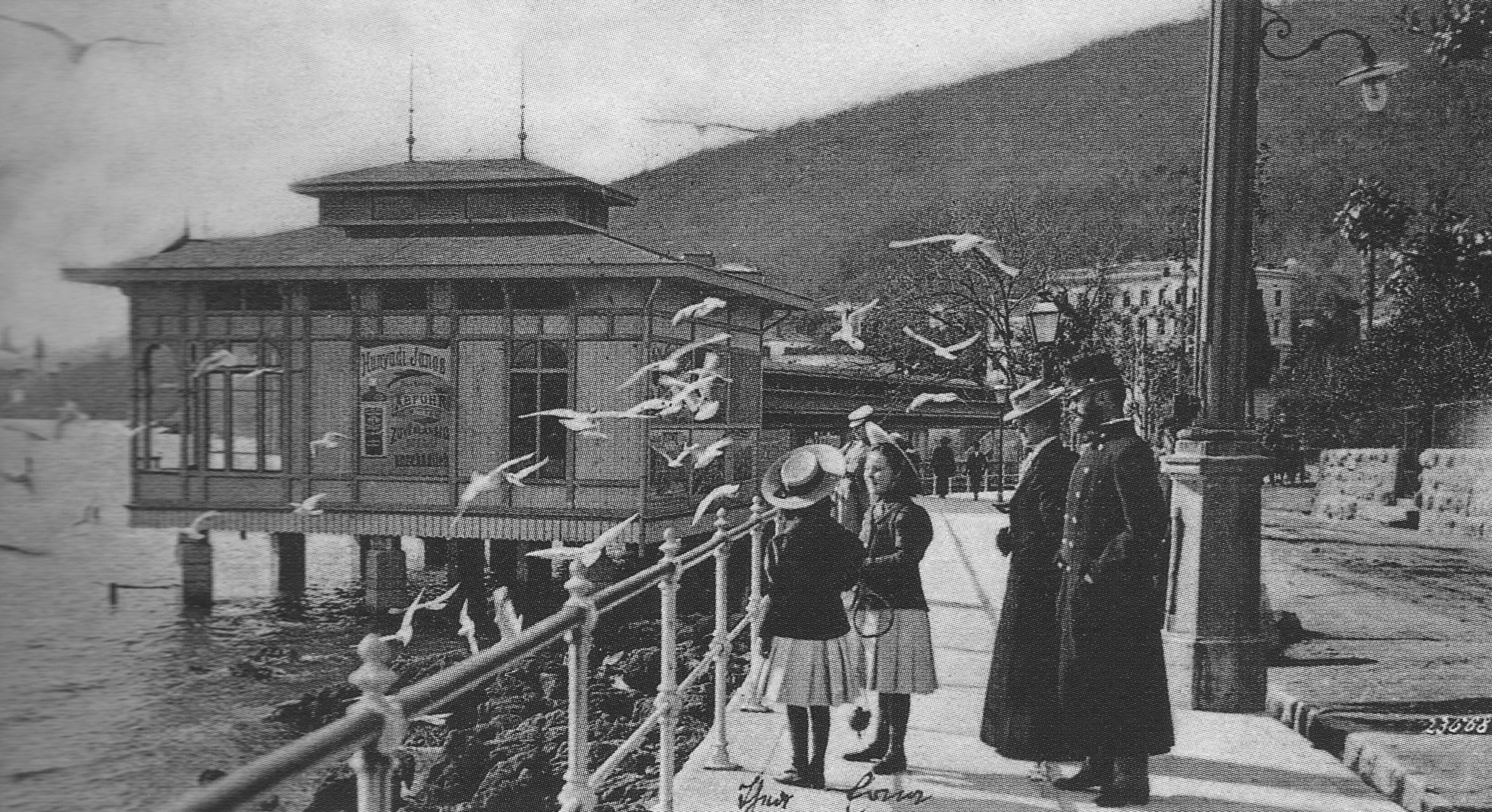
1900年頃のオパティヤ
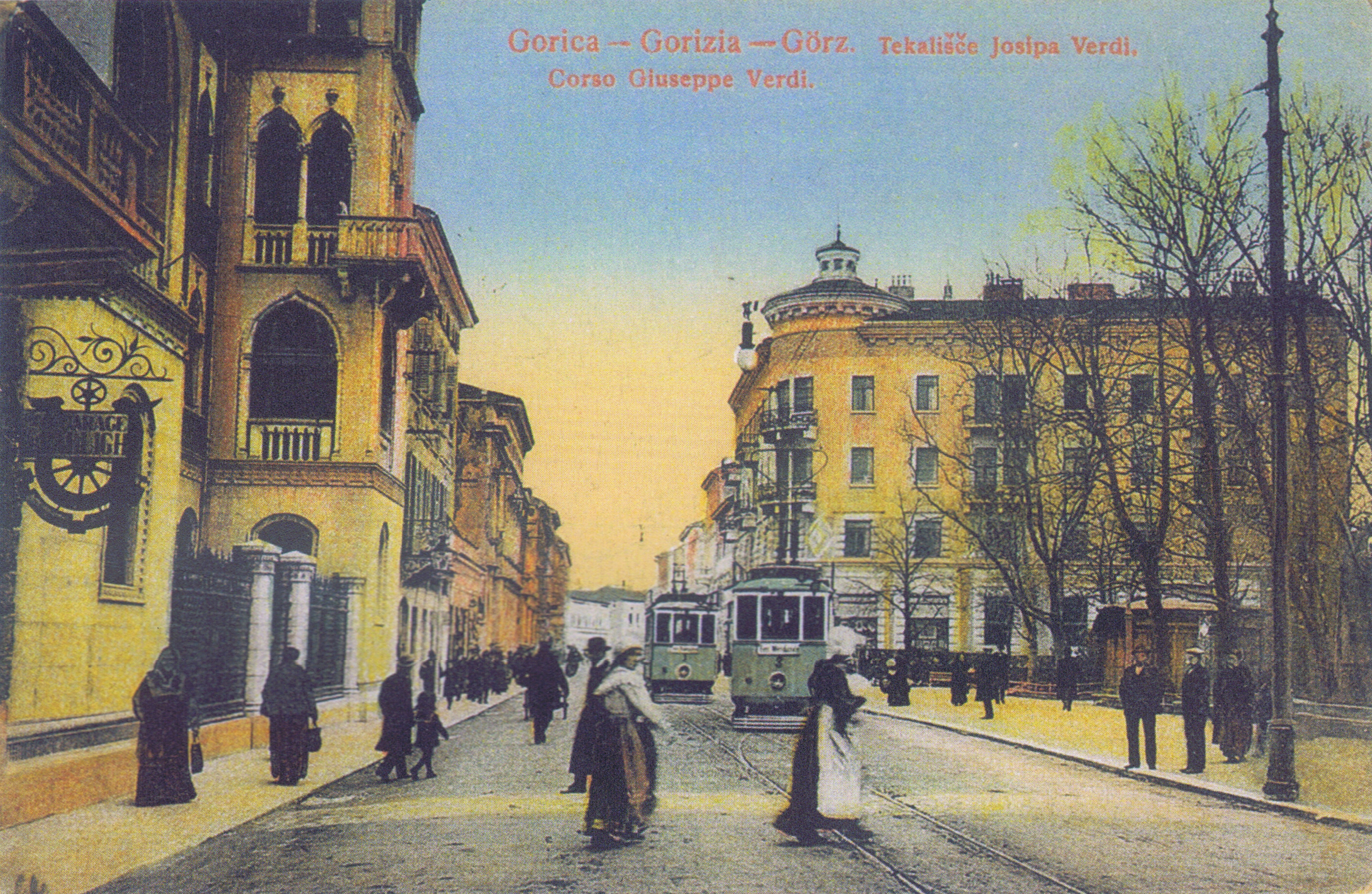
1900年のゴリツィア

### 「未回収のイタリア」

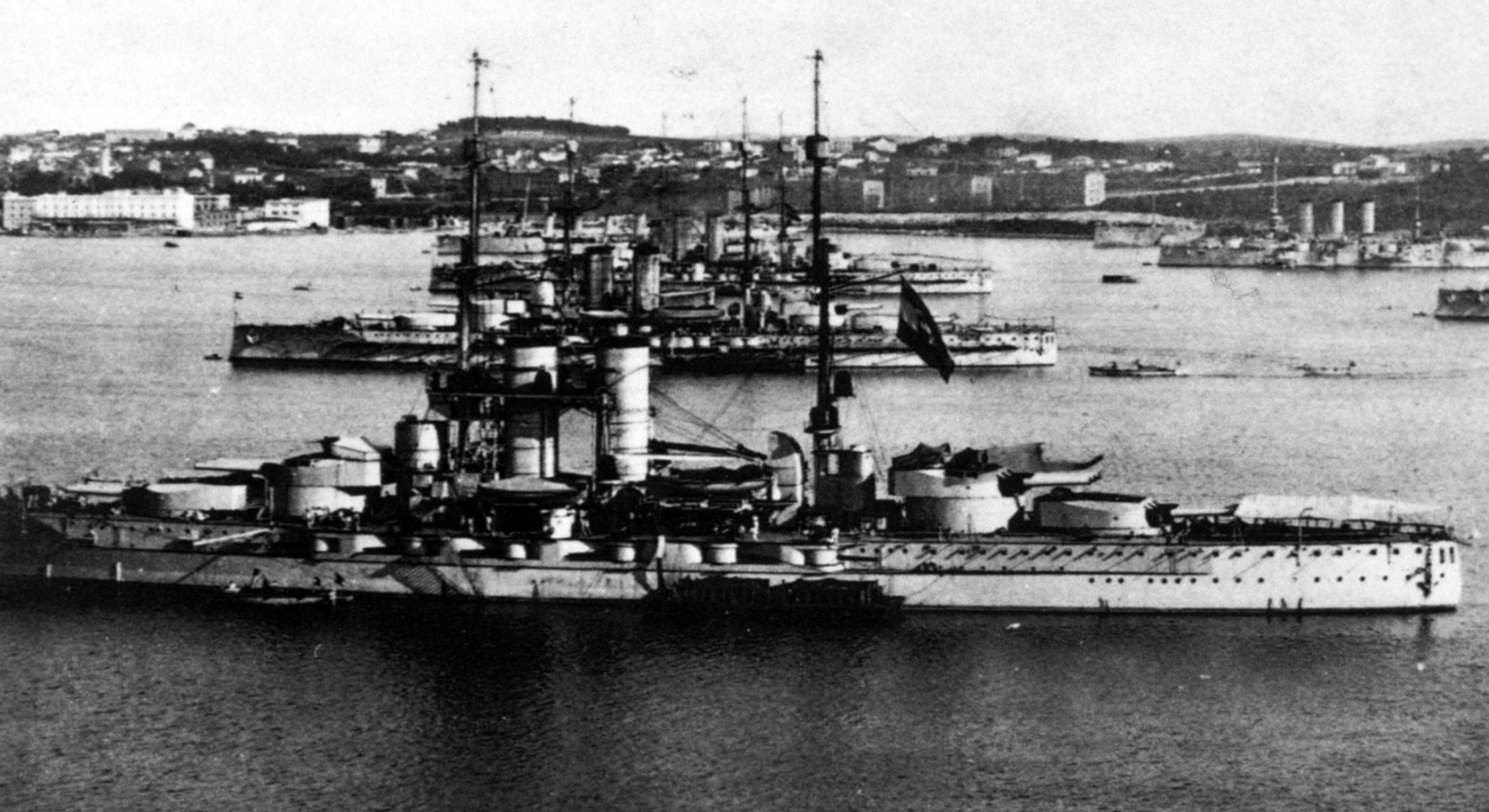
プーラのオーストリア海軍

19世紀のイタリア統一運動の結果、1861年に建国されたイタリア王国は、さらにイタリア人が居住する全地域の統一を目指した（民族統一主義、イレデンティズム）。
1863年、ゴリツィア出身の言語学者グラツィアーディオ・アスコリは、ローマ帝国におけるヴェネツィア・ヒストリア地方 (it:Regio X Venetia et Histria) を地理的・文化的なまとまりから3つに分けた地域区分を提唱した。すなわち、
- ヴェネツィア・エウガネア（Venezia Euganea）
- ヴェネツィア・トリデンティナ（Venezia Tridentina）
- ヴェネツィア・ジュリア（Venezia Giulia）

であり、これが「ヴェネツィア・ジュリア」という地域名のはじまりとなる。
1866年、普墺戦争に連動してオーストリアとの戦争（第三次イタリア独立戦争）が行われた結果、イタリア王国はヴェネツィアを含むヴェネト州の「回収」に成功したが、イゾンツォ川流域や、トリエステを含むイストリア半島など、キュステンラント一帯はオーストリア領として残された。イタリアはこれらの地域を「未回収のイタリア」とし、領有を求め続けた。「ヴェネツィア・ジュリア」の名は、この地域のイタリアへの帰属を主張する名称として政治的な色彩を帯び、広く用いられるようになった。
第一次世界大戦において、イタリアは三国同盟に加わりながら当初は中立の立場をとっていたが、1915年4月にイギリス・フランスなどの協商国と「未回収」地域のイタリア編入を認める密約（ロンドン条約）が結ばれると、一転協商国側に立った。1915年5月にはオーストリアに宣戦してイゾンツォ川流域で戦闘を開始、以後2年半に及ぶ長い戦いを繰り広げた（イゾンツォの戦い参照）。1917年10月24日からカポレット（現在のスロベニア領コバリード）で行われたカポレットの戦いで、イタリア軍はオーストリア軍・ドイツ軍に大敗を喫して敗走、イゾンツォ川流域はオーストリアが奪回する。しかし、1918年10月23日からのヴィットリオ・ヴェネトの戦いによってオーストリア軍の戦線は崩壊。イタリア軍は追撃を行い、11月1日にトリエステに部隊が上陸して都市を占領した。11月3日、ヴィラ・ジュスティ休戦協定が締結されてイタリア戦線の決着が行われ、イタリア軍はロンドン条約に沿って「ヴェネツィア・ジュリア」を占領した。

### イタリアへの編入

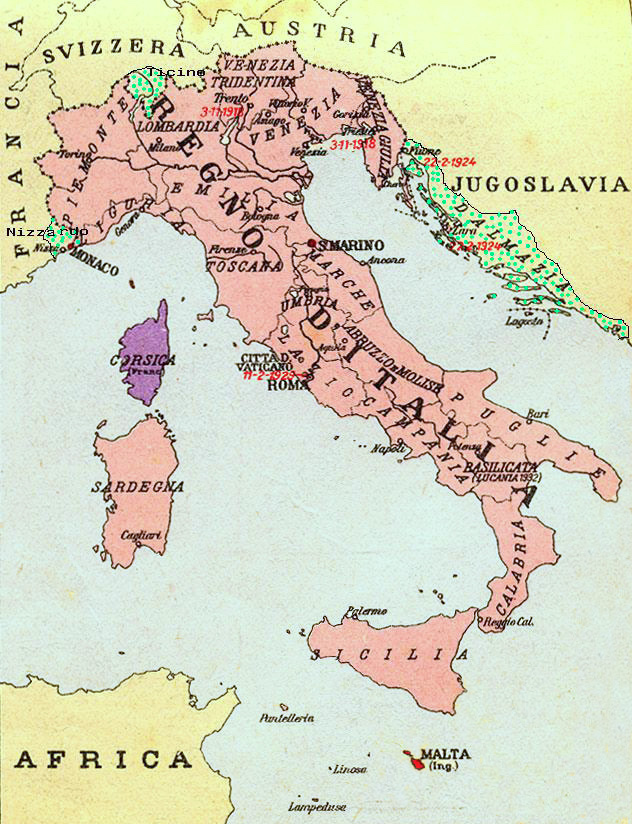
1935年発行の書籍に描かれた、1918年末時点のイタリア王国。ヴェネツィア（Venezia）とユーゴスラビア（Jugoslavia）に挟まれたイタリア領（桃色）東北端の地域がヴェネツィア・ジュリアである。

第一次世界大戦後、連合国とオーストリアとの間で結ばれたサン＝ジェルマン＝アン＝レー条約（1919年9月10日）や、イタリア王国とセルボ・クロアート・スロヴェーヌ王国（以下、ユーゴスラビア王国）との間で結ばれたラパッロ条約 (1920年11月12日）により、オーストリア領キュステンラントの大部分は1920年にイタリア王国に編入された。ただし、キュステンラントのうち、クヴァルネル湾 (Kvarner Gulf) に浮かぶクルク島やカスタヴはユーゴスラビアに編入されている。イタリア王国はヴェネツィア・ジュリアにゴリツィア県、トリエステ県、ポーラ県を設けた。また、伝統的には「ヴェネツィア・ジュリア」とはみなされていなかったフリウリ地方のウーディネ県が、ヴェネツィア・ジュリアに含まれることもあった。
フィウーメ湾の奥に位置する港湾都市フィウーメ（現・クロアチア領リエカ）は、15世紀以来ハプスブルク家の所領となっていた都市で、帝国直轄領キュステンラントには含まれていなかったが、イタリア人住民の多い都市であった。パリ講和会議でユーゴスラビアに割譲することが提案されたため、イタリアの民族主義者である詩人ダンヌンツィオが1919年9月12日に民兵を率いてフィウーメを占領する事件を起こしている（カルナーロ＝イタリア執政府参照）。ラパッロ条約でフィウーメはイタリアにもユーゴスラビアにも属さないフィウーメ自由市（フィウーメ自由国）とされたが、1924年にイタリアとユーゴスラビアの間で結ばれたローマ条約によってフィウーメ自由市は解体された。フィウーメの西部はイタリアに併合されてフィウーメ県となり、東部のスザク (Sušak) 地区はユーゴスラビアに割譲された。
イタリア王国（ムッソリーニ政権）が統治した時代、強制的同化 (Italianization) などの民族主義的な迫害が原因で、約10万人のスロヴェニア人やクロアティア人がこの地を去り、ユーゴスラヴィア領（約7万人）やアルゼンチン（約3万人）に移住していった。
一方、1918年以降、ユーゴスラビア領になったダルマチア（アルバニア・ヴェネタ）からは数千人のイタリア人住民（ダルマチア・イタリア人）の移動が起こっているが、その多くはイストリアやトリエステに移り住んだ。

ダンヌンツィオを迎えるフィウーメ

### 第二次世界大戦と分割占領
第二次世界大戦中の1943年9月、イタリア王国（バドリオ政権）が連合国に降伏すると、ドイツ軍が北イタリアを占領した。ヴェネツィア・ジュリアは名目上イタリア社会共和国（サロ共和国）の領域となったが、実際にはドイツ軍が支配し、アドリア海沿岸軍事地区 (Operational Zone Adriatic Coast) とされた。

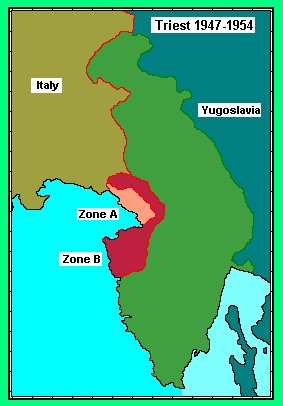
パリ条約（1947年）によるヴェネツィア・ジュリアの分割。中央の緑がユーゴ領と認められた地域。トリエステ付近の帰属は未定。

1945年5月、ドイツ軍が降伏した時点で、ヴェネツィア・ジュリアの大半はチトー率いるユーゴスラビアのパルチザンが占領していた（ユーゴスラビア人民解放戦争参照）。また、重要な港湾都市であったトリエステやプーラ（ポーラ）には連合国軍も上陸した。1945年6月に暫定的に引かれた「モーガン線」 (Morgan Line) を境界として、ヴェネツィア・ジュリアは、プーラ・ゴリツィア・トリエステ・イゾンツォ川河谷やカルスト台地の主要部を含む「A地区」（連合国軍占領地区）と、それらの地区以外で面積の大部分を占める「B地区」（ユーゴスラビア軍占領地域）とに分けられた。この地域の英語名称「ジュリアン・マーチ」は、従来の「ヴェネツィア・ジュリア」に代わり、この係争地帯を指す政治的に中立な呼称として用いられるようになったものである。
1947年のパリ条約で、ユーゴスラビア社会主義連邦共和国はその占領地域の大部分を領土として認められ、イストリア半島のプーラも獲得したが、トリエステ周辺は国際連合管轄下のトリエステ自由地域として依然分割占領状態が続き、帰属問題が棚上げされた。
ユーゴスラビア占領地域からは、1947年頃までにほぼ全てのイタリア人の住民がイタリアへと去っていった。ユーゴスラビア当局による迫害の結果生じたイストリア難民 (Istrian exodus) の数には議論もあるが、イタリアの論者からは25万～35万人という数が示されている。
1954年、イタリアとユーゴスラビアがロンドンで結んだ協定によって、トリエステ自由地域北部（A地区）におけるイタリア、トリエステ自由地域南部（B地区）におけるユーゴスラビアの施政権それぞれが相互に承認された。1975年にオージモ条約により、A地区・B地区それぞれがイタリア領・ユーゴスラビア領として確定されるとともに、ユーゴスラビアはトリエステ港への自由なアクセスを保障された。

### 現況

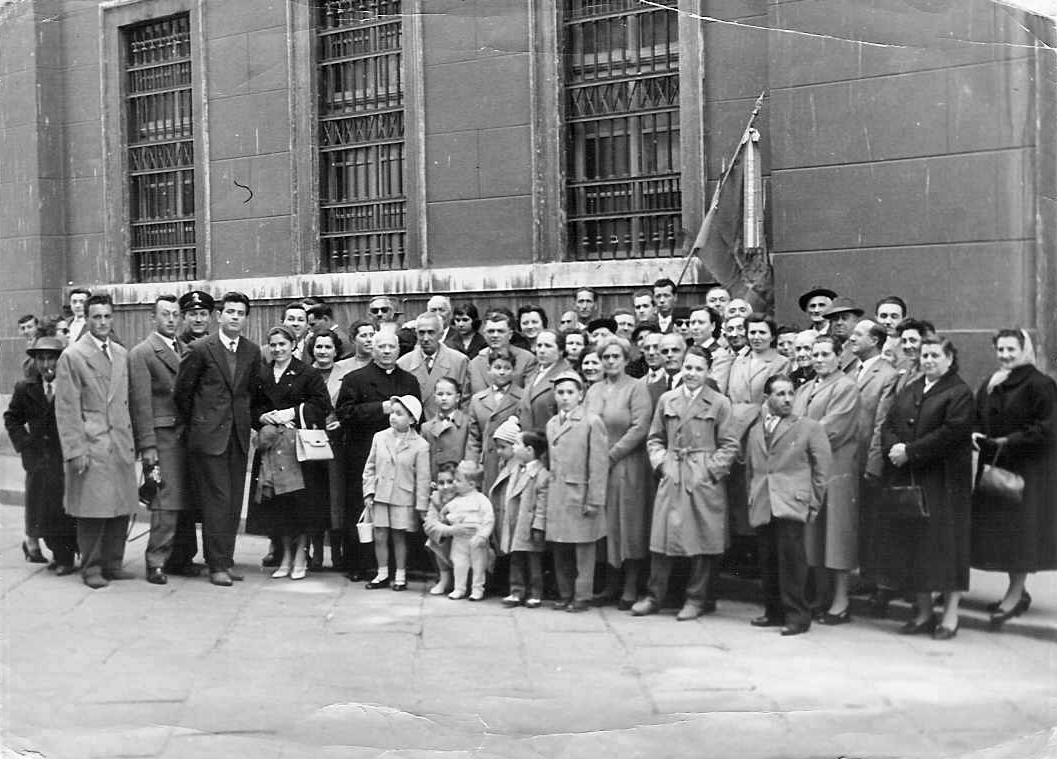
ユーゴ統治下の故郷を失い「ピエモンテ・ディストリア協会」を結成したイストリア難民。トリエステ、1959年。

スロベニア・クロアチアの境界線は1946年、ユーゴスラビア連邦を構成する共和国の境界線として引かれた。この境界線は、1991年に独立を宣言し主権国家となったスロベニア・クロアチアの国境線となった。
「ヴェネツィア・ジュリア」は、イタリアのフリウリ＝ヴェネツィア・ジュリア州に名を残している。イタリア側に残ったヴェネツィア・ジュリアは、現在のゴリツィア県・トリエステ県の範囲とほぼ一致している（約679km²）。スロベニアはプリモルスカ地方、クロアチアはイストラ郡・プリモリェ＝ゴルスキ・コタル郡として、この地域を統治している。
21世紀初頭、旧ユーゴスラビア地域における民族的なイタリア人の人口は、クロアチアで1万9636人（全人口の0.4％、2001年現在）、スロベニアで2,258人（全人口の0.11％、2002年現在）である。クロアチアには、人口 785人中51.2％（2001年現在）をイタリア人が占めるグロジュニャン (Grožnjan) や 1873人中37.37％を占めるブルトニグラ (Brtonigla) など、少なからぬイタリア人が集住する地区も存在している。
一方、イタリア側にも民族的なスロベニア人が少なからず暮らしている。トリエステ県全コムーネやゴリツィア県の一部コムーネでは、言語マイノリティの権利がイタリアの法律によって保護されている。

## 主要都市

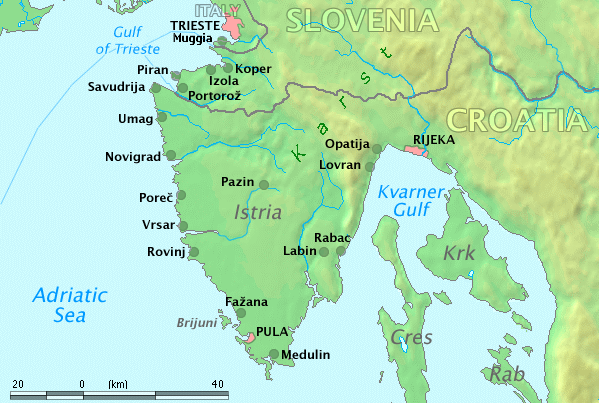
ヴェネツィア・ジュリアの南部、イストリア半島部分

| 戦間期                 | 現在                        | 言語表記       | 言語表記     | 言語表記     | 言語表記               | 言語表記   |
| 戦間期                 | 現在                        | イタリア語     | スロベニア語 | クロアチア語 | ドイツ語               | フリウリ語 |
| ---------------------- | --------------------------- | -------------- | ------------ | ------------ | ---------------------- | ---------- |
| ゴリツィア             | ゴリツィア ノヴァ・ゴリツァ | Gorizia        | Gorica       |              | Görz                   | Gurize     |
| トリエステ             | トリエステ                  | Trieste        | Trst         | Trst         | Triest                 |            |
| カポディストリア       | コペル                      | Capodistria    | Koper        | Kopar        | Gafers                 |            |
| ピラーノ               | ピラン                      | Pirano         | Piran        |              |                        |            |
| イーゾラ・ディストリア | イゾラ                      | Isola d'Istria | Izola        |              | Isel im Küstenländchen |            |
| ディヴァッチャ         | ディヴァーチャ              | Divaccia       | Divača       |              |                        |            |
| パレンツォ             | ポレッチ                    | Parenzo        |              | Poreč        | Parenz                 |            |
| ロヴィーニョ           | ロヴィニ                    | Rovigno        |              | Rovinj       | Ruwein                 |            |
| ポーラ                 | プーラ                      | Pola           | Pulj         | Pula         | Polei                  |            |
| フィウーメ             | リエカ                      | Fiume          | Reka         | Rijeka       | Sankt Veit am Flaum    |            |
| アッバーツィア         | オパティヤ                  | Abbazia        |              | Opatija      | Sankt Jakobi           |            |

- 現在の所属国：イタリア、スロベニア、クロアチア

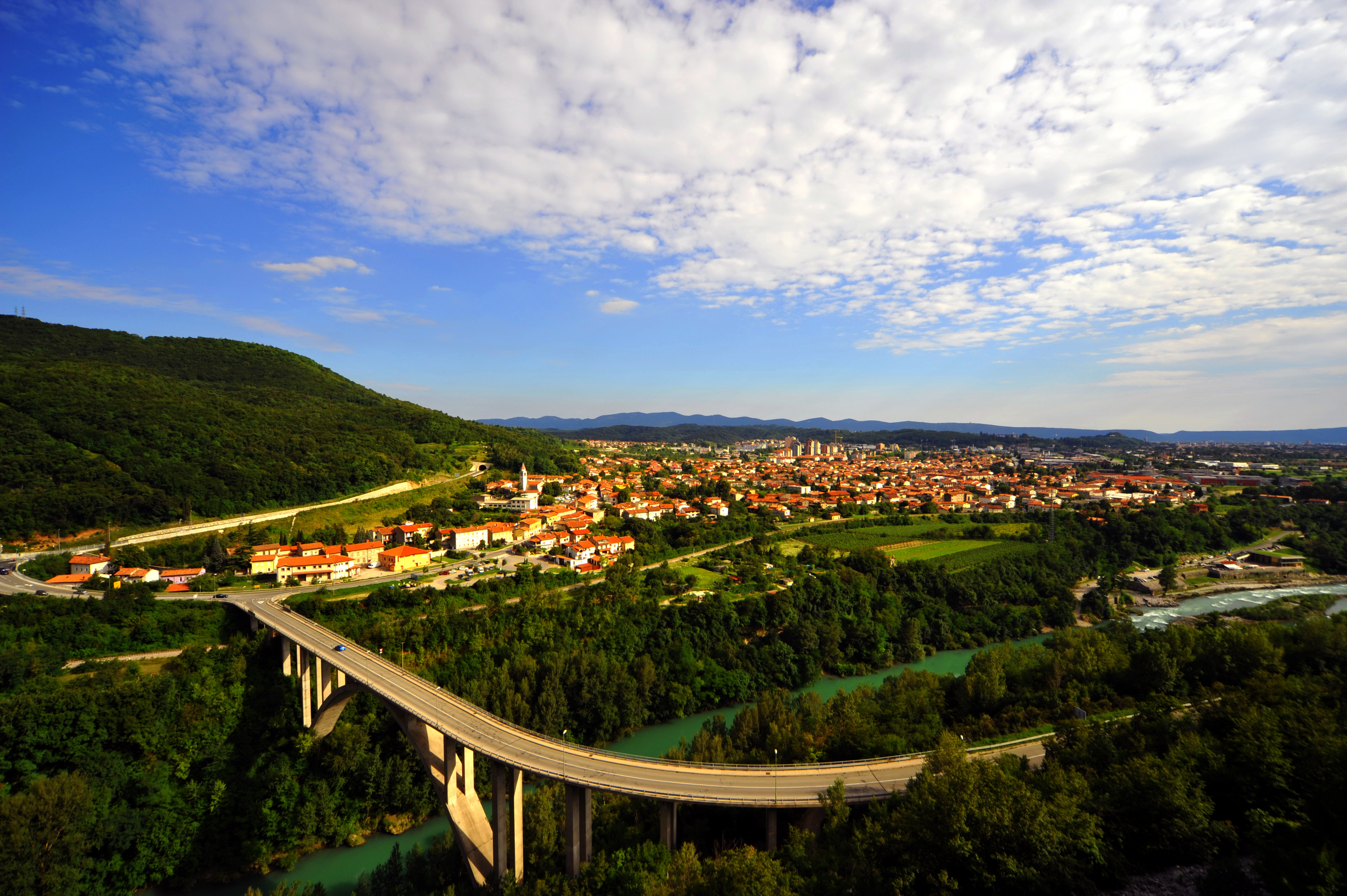
イゾンツォ川流域の都市 ノヴァ・ゴリツァ。かつてはゴリツィアの一部であった。
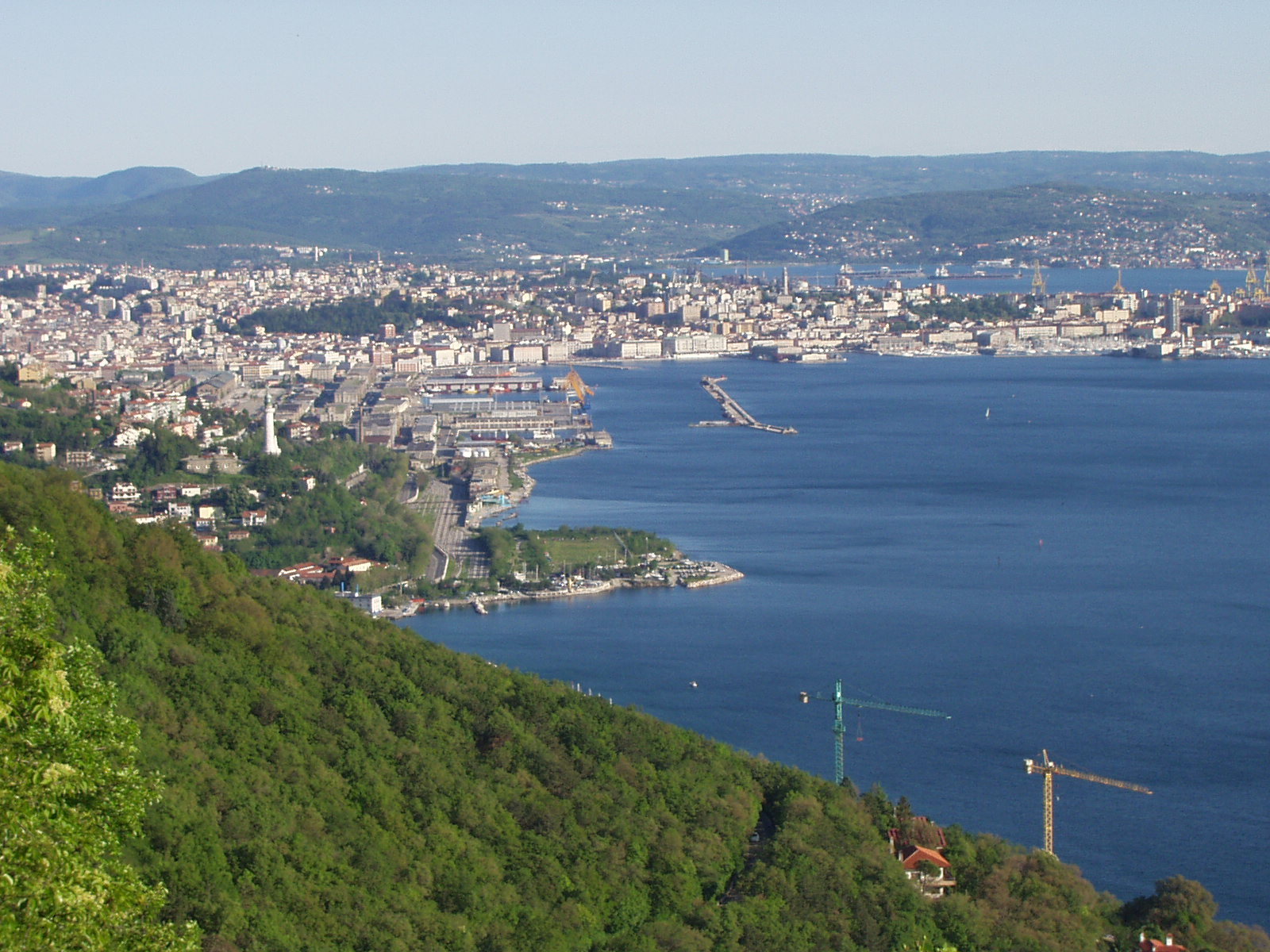
トリエステは現在も重要な港湾都市。
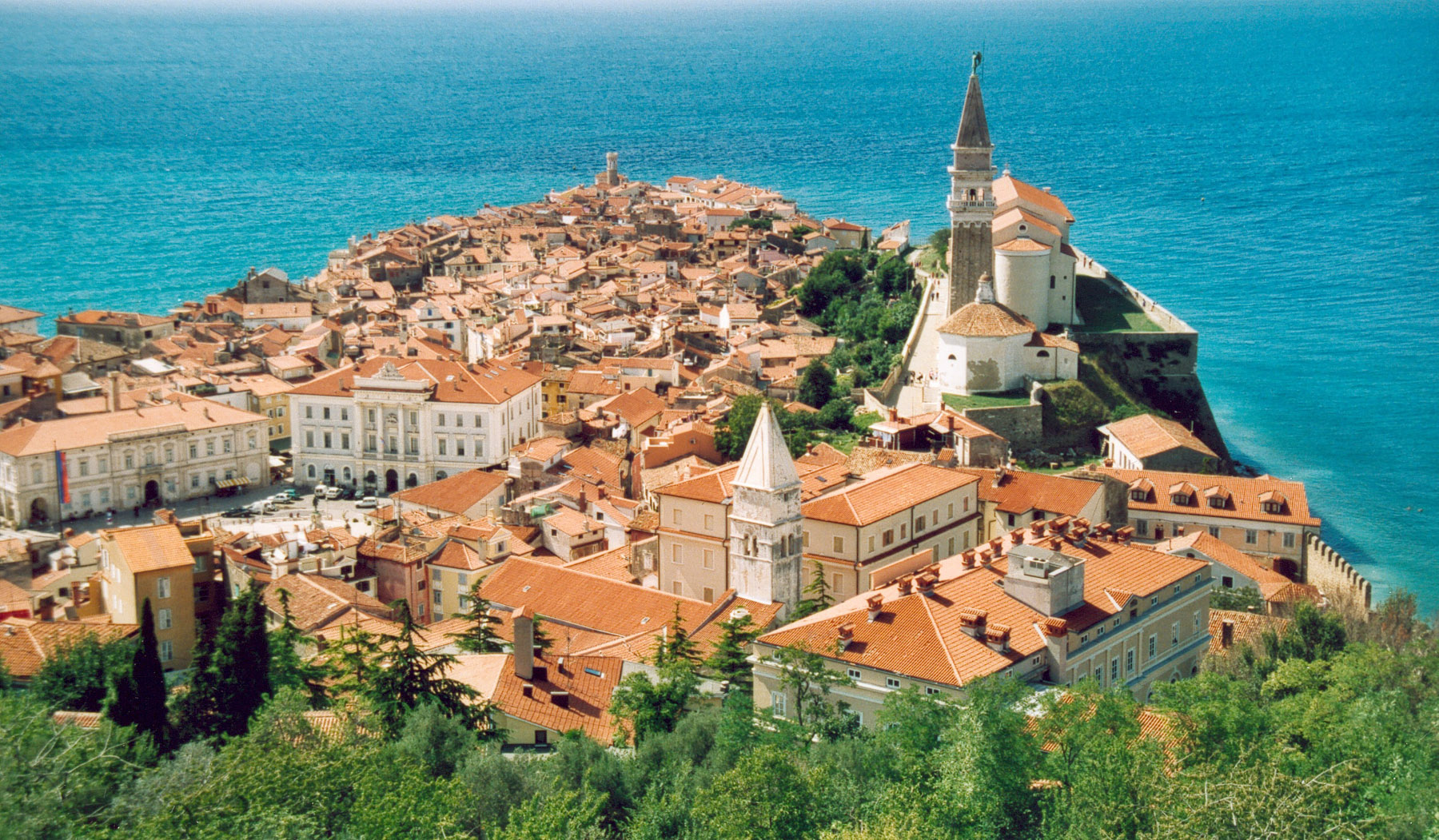
ピランはスロベニアでも屈指の観光地。
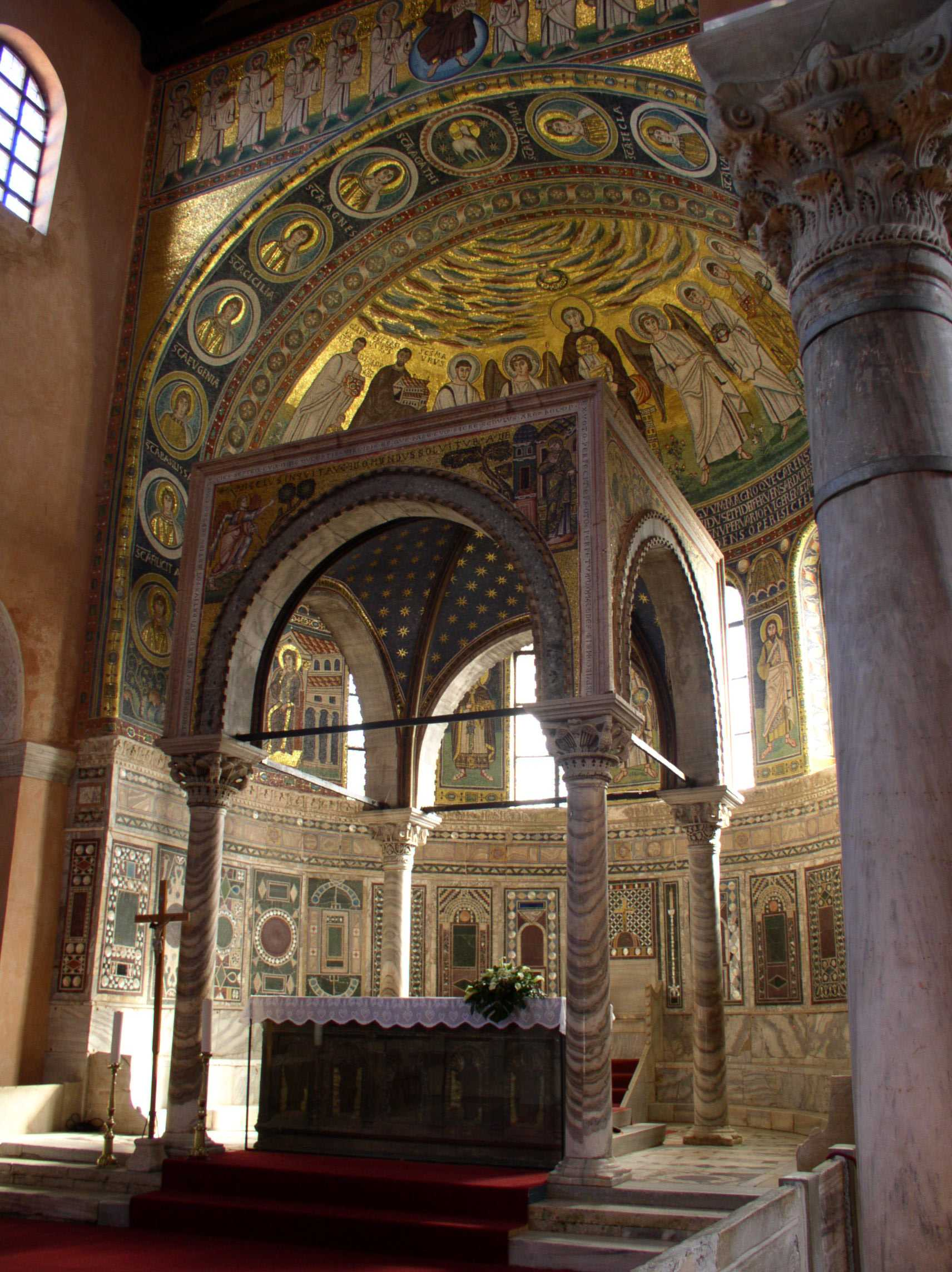
ビザンツ様式を持つ ポレッチのエウフラシウス聖堂は世界遺産に指定されている。
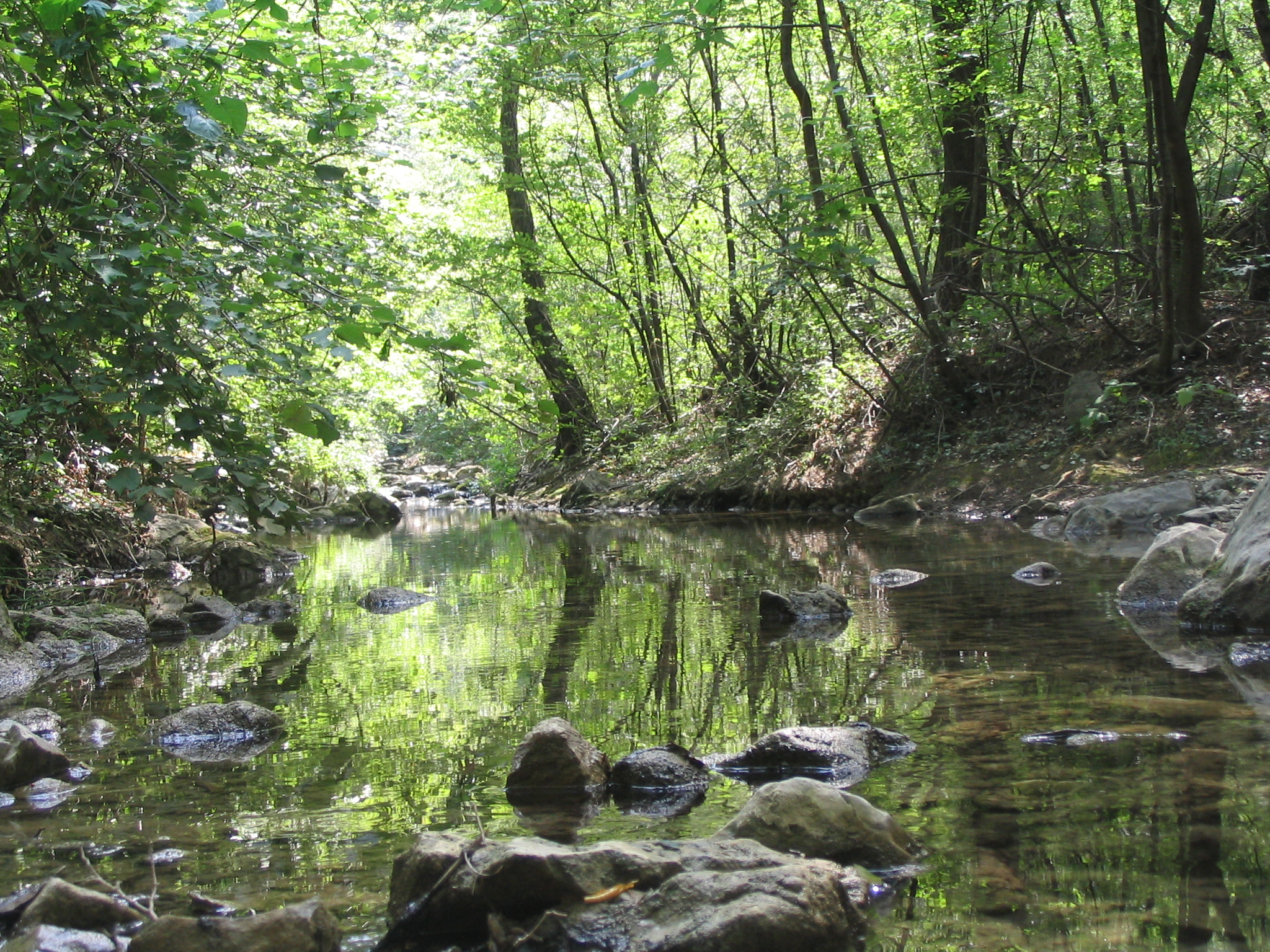
サン・ドルリーゴ・デッラ・ヴァッレにあるロサンドラ川の渓谷。上流はスロベニア領。
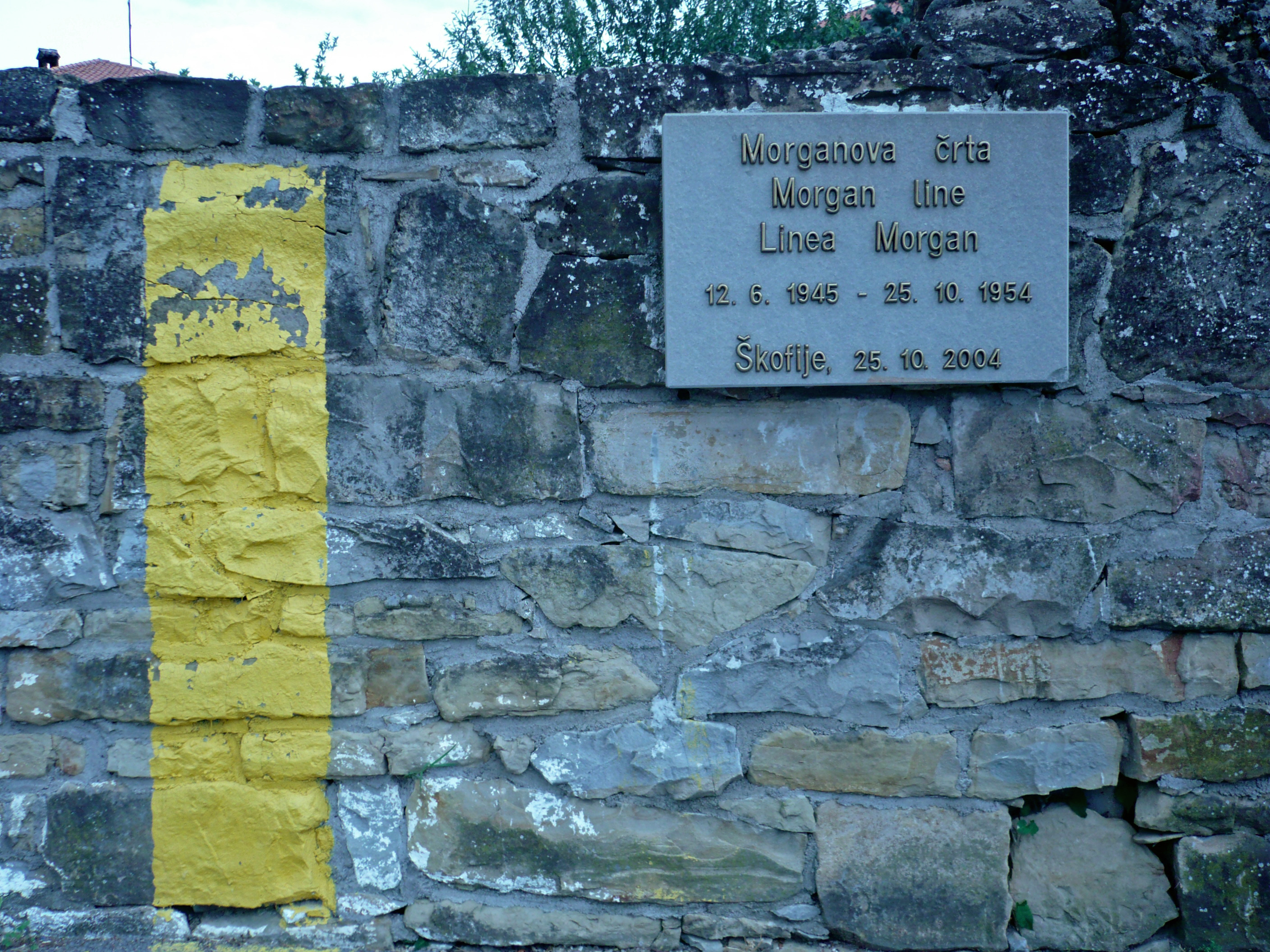
Spodnje Škofijeにあるモーガン線メモリアル
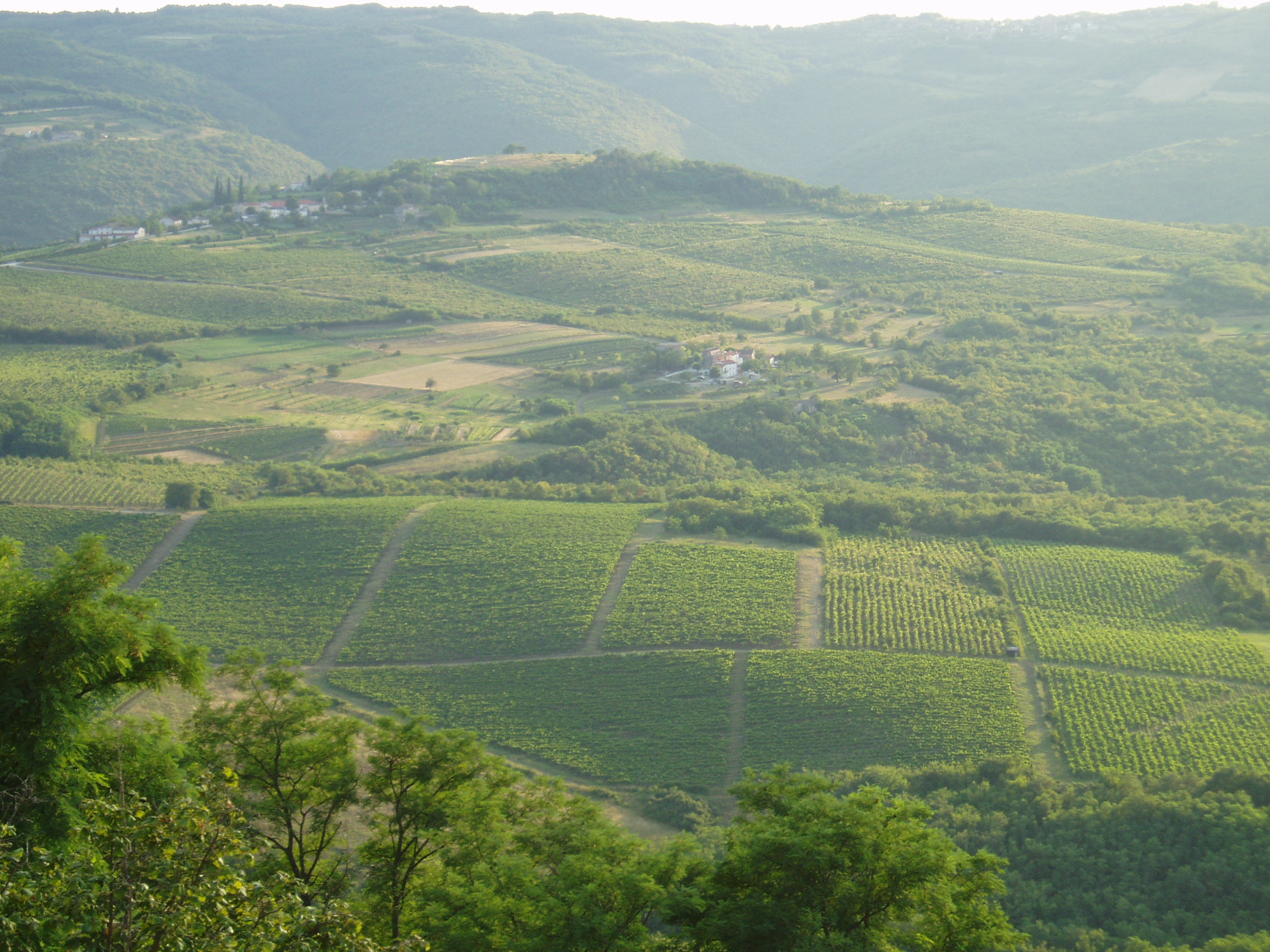
モトヴン付近。イストリア内陸の農村風景。
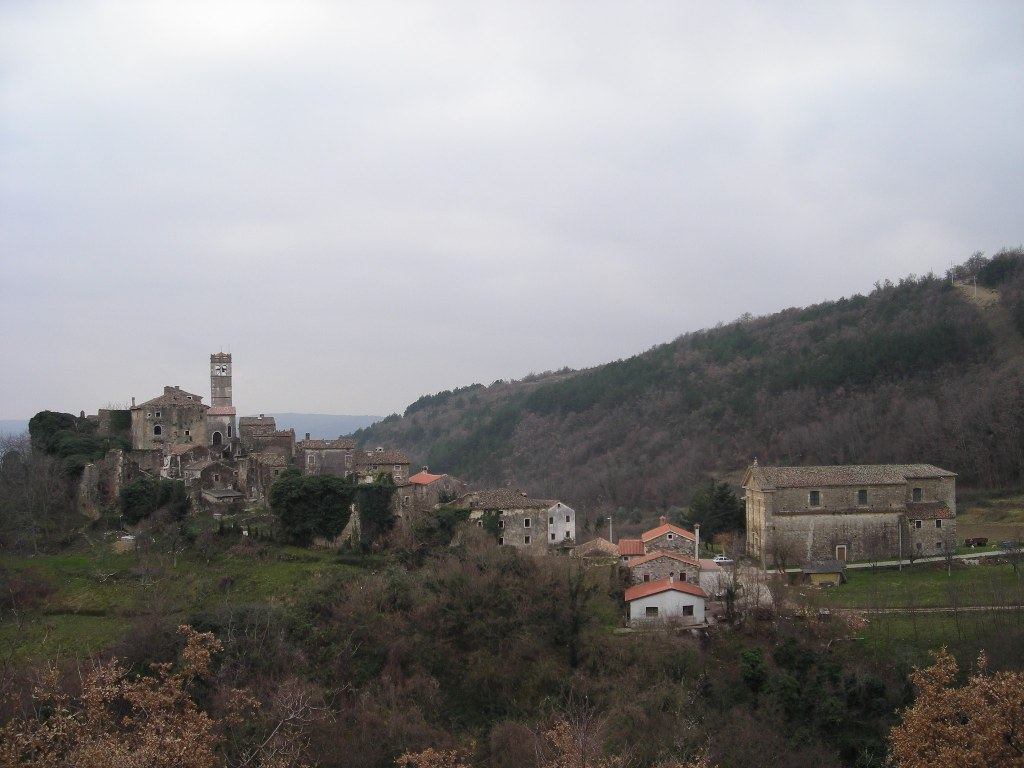
Završje。かつてPiemonte d'Istriaと呼ばれ、イタリア人が多く暮らした集落。